# Santi Trullenque
Santi Trullenque (Barcelona, 1974) és un director, realitzador i productor de cinema català. El seu primer llargmetratge és El fred que crema.
Trullenque ha estat alumne de Werner Herzog a la Rogue Film School.
Ha treballat en el món de l'audiovisual, fent documentals, curts i espots publicitaris. El gener del 2020 va iniciar el rodatge del seu primer llargmetratge (El fred que crema), que es va haver de posposar per la pandèmia de covid-19. Finalment, estrenat al BCN Film Fest l'abril del 2022 i va ser el film inaugural del FIC-CAT 2022. Es va estrenar als cinemes el gener de 2023.
Apart, ha dirigit i realitzat per a TVE i TV3 els programes El Aprendiz, Ópera en vaqueros, Maestros de maestros, Psicopatología Digital, Anecdotario, i Campanadas históricas, entre molts altres. També ha dirigit el programa Volcans per a Betevé.
Ha participat igualment en els documentals Prim, anatomía de un general (2013) i La gran aventura de la Canadenca, entre d'altres.
A més, ha dirigit i realitzat els continguts audiovisuals del monestir de Sant Benet de Bages (a la Catalunya Central), i ha estat el creador de la plataforma audiovisual dedicada a contingu6ts de gastronomia Tasty TV. També ha dirigit i realitzat els continguts audioviduals del músic Miqui Puig.
El fred que crema, distribuïda per Filmax, amb dues nominacions als XV Premis Gaudí. El guió es basa en l'obra de teatre Fred d'Agustí Franch Reche, el qual ha participat en la realització del guió cinematogràfic, tot i que com indica Trullenque en la pel·lícula se n'ha fet una interpretació lliure i singular.